# Tuf (otok)
Tuf je nenaseljen otok v Jadranskem morju. Pripada Hrvaški.
V skladu z zakonom o otokih ter glede na demografske razmere in gospodarski razvoj je Tuf uvrščen v kategorijo majhnih, občasno naseljenih in nenaseljenih otokov in otočkov", za katere se sprejemajo programi trajnostnega razvoja otokov.
V državnem programu za zaščito in uporabo majhnih, občasno naseljenih in nenaseljenih otokov ter okoliškega morja Ministrstva za regionalni razvoj in sklade Evropske unije je Tuf uvrščen med kamnite otoke. Ima površino 8.732 m2 in obalno površino 387 m. Pripada občini Funtana.